# پل‌های الکساندر
پل‌های الکساندر (انگلیسی: Alexander Bridges؛ زادهٔ) بازیکن فوتبال اهل بریتانیا است.
از باشگاه‌هایی که در آن بازی کرده‌است می‌توان به باشگاه فوتبال بلکپول اشاره کرد.